# 竈門炭治郎のうた
「竈門炭治郎のうた」（かまどたんじろうのうた）は、椎名豪 featuring 中川奈美の楽曲。テレビアニメ『鬼滅の刃』の挿入歌。
2019年8月30日にアニプレックスから配信限定リリースされた。

## 概要
アニメの劇伴制作にも携わる作曲家の椎名豪が作曲を手掛けた。
ボーカル担当の中川奈美は、『鬼滅の刃』のサブタイトルで流れる声をはじめとするアニメ中の様々なシーンにコーラスとして参加している。
作詞はufotableが手掛けた。絶望から立ち上がり、ヒロイン・禰󠄀豆子を守るために奮闘する主人公・炭治郎の決意が表現されている。
楽曲は第19話「ヒノカミ」のクライマックスシーンおよびエンディングで使用された。
一般的には挿入歌の多くが、BGMをまとめたサウンドトラック集のみだが、本編アニメ放送後から単曲のフルバージョンを求める声が制作側に多く届き、異例となる挿入歌のダウンロード販売へとなった。
2020年12月21日に生放送されたTBSテレビ『CDTVライブ!ライブ!クリスマス4時間スペシャル』においてTV初歌唱した。同年12月30日には、同局『第62回 輝く!日本レコード大賞』にも生出演し、鬼滅の刃が特別賞を受賞したことから特別企画として生歌唱した。

## チャート
2020年11月2日付「オリコン週間デジタルシングル（単曲）ランキング」で3位となり、リリース後の最高位を獲得した。

## 収録曲
配信限定シングル
1. 竈門炭治郎のうた [5:32]
  - 作詞：ufotable、作曲・編曲：椎名豪

テレビアニメ『鬼滅の刃』第19話「ヒノカミ」挿入歌